# Мартинес Баррио, Диего
Дие́го Марти́нес Ба́ррио (исп. Diego Martínez Barrio; 25 ноября 1883, Севилья — 1 января 1962, Париж) — испанский политический деятель. Председатель парламента Испании, министр внутренних дел, председатель правительства, президент Второй Испанской Республики.

## Биография
Он был выходцем из простой семьи, его отец был каменщиком, а мать торговала на рынке. Ему самому приходилось много работать с раннего детства. Повзрослев, Диего Мартинес Баррио активно вливается в политическую жизнь Севильи. В юном возрасте он также становится масоном, где достигает больших высот.
В 1930 году участвуют в подписании Сан-Себастьянского пакта. При установлении Второй Испанской Республики Диего Мартинес Баррио получает пост министра путей сообщения во Временном правительстве. В 1933 году он назначен на пост министра внутренних дел, но через месяц становится председателем правительства (на 68 дней).
В 1936 году он становится председателем кортесов, его партия — Республиканский союз — присоединяется к Народному фронту, в 1936 году же занимает на несколько дней даже пост президента Республики. Несколько позже, 19 июля, в ответ на путч франкистов, назначен на пост премьер-министра, чтобы убедить руководителей переворота сложить оружие и сдаться. Подал в отставку в тот же день, поняв, что гражданская война неизбежна.
После победы Франсиско Франко Диего Мартинес Баррио эмигрирует во Францию. В 1945 году, находясь в Монтевидео, Диего Мартинес Баррио объявляется президентом Республики в эмиграции. Оставался им до 1962 года. В итоге, окончательно перебрался в Париж, где и умер. В 2000 году его останки перенесли в Севилью.